# Campionat d'Espanya d'hoquei sobre patins femení 2008
El XVI Campionat d'Espanya femení d'hoquei sobre patins fou la setzena i darrera edició del Campionat d'Espanya. Se celebrà el 2, 3 i 4 de maig de 2008 al Poliesportiu El Plantío de Burgos. Hi participaren vuit equips, procedents de la lliga catalana, gallega i interautonòmica. El campionat se celebrà en dues fases. una primera en format de lligueta i una segona en format d'eliminació directa. A la primera fase, els clubs participants es distribuïren en dos grups de quatre equips cadascun. Els dos primers classificats d'ambdós grups accediren a la segona fase del campionat, disputant la semifinal i final. Així mateix, la resta de posicions, del tercer al vuitè, es determinaren en el mateix format.
Es proclamà campió el Club Patí Voltregà, que guanyà el seu cinquè i darrer campionat d'Espanya. La competició fou substituïda la temporada següent per l'OK Lliga.

## Clubs participants
- Alcorcón Parque Lisboa
- Biesca Gijón Hockey Club
- Dyser-Totgraf Igualada
- Club Patí Muro
- Hockey Club Raxoi
- Bionet Silvan Rivas
- Club Ureca
- Club Patí Voltregà

## Primera fase

### Fase regular
El CP Voltregà i el Dyser-Totgraf Igualada dominaren la fase regular, guanyant els seus tres partits de grup i finalitzaren en primera posició.
| 2 de maig de 2008 | Alcorcón P. Lisboa | 1-1     | CP Voltregà | Burgos                  |  |
| Partit 1          |                    | Informe | Barceló     | Poliesportiu El Plantío |  |

| 2 de maig de 2008 | HC Raxoi | 0-5     | Biesca Gijón HC | Burgos                  |  |
| Partit 2          |          | Informe |                 | Poliesportiu El Plantío |  |

| 2 de maig de 2008 | Club Ureca | 0-2     | Bionet Silvan Rivas | Burgos                  |  |
| Partit 3          |            | Informe |                     | Poliesportiu El Plantío |  |

| 2 de maig de 2008  | Dyser-Totgraf Igualada | 12-2    | CP Muro | Burgos                  |  |
| 12:45 CET Partit 4 | Gil (3) · Copoví (3)   | Informe |         | Poliesportiu El Plantío |  |

| 2 de maig de 2008 | Biesca Gijón HC | 3-2     | Alcorcón P. Lisboa | Burgos                  |  |
| Partit 5          |                 | Informe |                    | Poliesportiu El Plantío |  |

| 2 de maig de 2008 | HC Raxoi | 1-11    | CP Voltregà                                                                        | Burgos                  |  |
| Partit 6          |          | Informe | Barceló (2) 2' · A. Romero · Guidicci (4) 10', 15' · Le Borgne (3) 12' · S. Romero | Poliesportiu El Plantío |  |

| 2 de maig de 2008  | Dyser-Totgraf Igualada               | 6-0     | Bionet Silvan Rivas | Burgos                  |  |
| 18:00 CET Partit 7 | Soler (3) · Gil · Del Moral · Copoví | Informe |                     | Poliesportiu El Plantío |  |

| 3 de maig de 2008  | CP Voltregà             | 2-0     | Biesca Gijón HC | Burgos                  |  |
| 12:45 CET Partit 8 | A. Romero 4' · Giudicci | Informe |                 | Poliesportiu El Plantío |  |

| 3 de maig de 2008 | Alcorcón P. Lisboa | 11-1 | HC Raxoi | Burgos                  |  |
| Partit 9          |                    |      |          | Poliesportiu El Plantío |  |

| 3 de maig de 2008  | Dyser-Totgraf Igualada     | 4-2     | Club Ureca | Burgos                  |  |
| 9:00 CET Partit 10 | Del Moral · Gil (2) · Díez | Informe |            | Poliesportiu El Plantío |  |

| 3 de maig de 2008 | Club Ureca | vs. | CP Muro | Burgos                  |  |
| Partit 11         |            |     |         | Poliesportiu El Plantío |  |

| 3 de maig de 2008 | CP Muro | vs. | Bionet Silvan Rivas | Burgos                  |  |
| Partit 12         |         |     |                     | Poliesportiu El Plantío |  |

### Classificació
|                                       | Equip classificat per les semifinals                  |
|                                       | Equip classificat per disputar el cinquè i vuitè lloc |
| Nota: Noms dels equips segons l'època |                                                       |

| Grup 1 | Grup 1             | Grup 1 | Grup 1 | Grup 1 | Grup 1 | Grup 1 | Grup 1 | Grup 1 | Grup 1 |
| Pos.   | Club               | Pts    | PJ     | PG     | PE     | PP     | GF     | GC     | Gav    |
| ------ | ------------------ | ------ | ------ | ------ | ------ | ------ | ------ | ------ | ------ |
| 1      | CP Voltregà        | 7      | 3      | 2      | 1      | 0      | 14     | 2      | +12    |
| 2      | Biesca Gijón HC    | 6      | 3      | 2      | 0      | 1      | 8      | 4      | +4     |
| 3      | Alcorcón P. Lisboa | 4      | 3      | 1      | 1      | 1      | 14     | 4      | +10    |
| 4      | HC Raxoi           | 0      | 3      | 0      | 0      | 3      | 1      | 27     | -26    |

| Grup 2 | Grup 2              | Grup 2 | Grup 2 | Grup 2 | Grup 2 | Grup 2 | Grup 2 | Grup 2 | Grup 2 |
| Pos.   | Club                | Pts    | PJ     | PG     | PE     | PP     | GF     | GC     | Gav    |
| ------ | ------------------- | ------ | ------ | ------ | ------ | ------ | ------ | ------ | ------ |
| 1      | Igualada HC         | 9      | 3      | 3      | 0      | 0      | 22     | 4      | +18    |
| 2      | Bionet Silvan Rivas |        |        |        |        |        |        |        |        |
| 3      | Club Ureca          |        |        |        |        |        |        |        |        |
| 4      | CP Muro             |        |        |        |        |        |        |        |        |

## Fase final

### Quadre de competició
|  | Semifinals          | Semifinals             |                     |   | Final | Final |
|  |                     |                        |                     |   |       |       |
|  | 3 de maig           |                        |                     |   |       |       |
|  |                     |                        |                     |   |       |       |
|  | CP Voltregà         | 7                      |                     |   |       |       |
|  | CP Voltregà         | 7                      | 4 de maig           |   |       |       |
|  | Bionet Silvan Rivas | 2                      |                     |   |       |       |
|  | Bionet Silvan Rivas | 2                      | CP Voltregà         | 3 |       |       |
|  | 3 de maig           |                        | CP Voltregà         | 3 |       |       |
|  |                     | Dyser-Totgraf Igualada | 1                   |   |       |       |
|  | Biesca Gijón HC     | Dyser-Totgraf Igualada | 1                   | 0 |       |       |
|  | Biesca Gijón HC     |                        |                     | 0 |       |       |
|  | Totgraf Igualada    | 2                      |                     |   |       |       |
|  | Totgraf Igualada    | 2                      | Tercer i quart lloc |   |       |       |
|  |                     |                        |                     |   |       |       |
|  | 4 de maig           |                        |                     |   |       |       |
|  |                     |                        |                     |   |       |       |
|  | Bionet Silvan Riva  | 2                      |                     |   |       |       |
|  | Bionet Silvan Riva  | 2                      |                     |   |       |       |
|  | Biesca Gijón HC     | 6                      |                     |   |       |       |

### Del cinquè al vuitè lloc
| 3 de maig de 2008         |   |         |                         |
| CP Alcorcón Parque Lisboa | - | CP Muro | Poliesportiu El Plantío |
|                           |   |         | Poliesportiu El Plantío |

| 3 de maig de 2008 |     |            |                         |
| HC Raxoi          | 2-3 | Club Ureca | Poliesportiu El Plantío |
|                   |     |            | Poliesportiu El Plantío |

### Setè i vuitè lloc
| 4 de maig de 2008 |   |            |                         |
| CP Muro           | - | Club Ureca | Poliesportiu El Plantío |
|                   |   |            | Poliesportiu El Plantío |

### Cinquè i sisè lloc
| 4 de maig de 2008         |     |          |                         |
| CP Alcorcón Parque Lisboa | 8-0 | HC Raxoi | Poliesportiu El Plantío |
|                           |     |          | Poliesportiu El Plantío |

### Semifinals
| 3 de maig de 2008 | CP Voltregà                                                  | 7-2     | Bionet Silvan Rivas | Burgos                  |  |
| Semifinal 1       | A. Romero (2) · Barceló (2) · Giudicci · S. Romero · Jiménez | Informe |                     | Poliesportiu El Plantío |  |

| 3 de maig de 2008 | Biesca Gijón HC | 0-2     | Dyser-Totgraf Igualada | Burgos                  |  |
| Semifinal 2       |                 | Informe |                        | Poliesportiu El Plantío |  |

### Tercer i quart lloc
| 4 de maig de 2008   | Bionet Silvan Rivas | 2-6 | Biesca Gijón HC | Burgos                  |  |
| Tercer i quart lloc |                     |     | Lee (3)         | Poliesportiu El Plantío |  |

### Final
El CP Voltregà i l'Igualada HC disputaren la final del Campionat d'Espanya femení 2008. Marcaren Carla Giudicci (1-0 i 2-0) i Anna Romero, per part osonenca, i Maria Díez (3-1), per part igualadina. El CP Voltregà guanyà el seu cinquè i darrer campionat d'Espanya.
| CP Voltregà           | 3‐1     | Dyser-Totgraf Igualada |
| --------------------- | ------- | ---------------------- |
| Giudicci (2) · Romero | Informe | Díez                   |

| CP Voltregà | Igualada HC |

| #          | Pos. | Nom               |           |
| ---------- | ---- | ----------------- | --------- |
|            | POR  | Laia Vives        |           |
|            |      | Cristina Barceló  | Amonestat |
|            |      | Adeline Lebourgne |           |
|            |      | Anna Romero       |           |
|            |      | Carla Giudicci    |           |
|            |      | Carla Dorca       |           |
| Entrenador |      |                   |           |
|            |      |                   |           |

| Campió d'Espanya d'hoquei sobre patins 2008 |
| ------------------------------------------- |
| CP Voltregà Cinquè títol                    |

| #          | Pos. | Nom             |           |
| ---------- | ---- | --------------- | --------- |
|            | POR  | Silvia Borràs   |           |
|            |      | Marta Soler     |           |
|            |      | Maria Díez      | Amonestat |
|            |      | Maria del Moral |           |
|            |      | Anna Gil        |           |
|            |      | Ivonne Coponi   |           |
| Entrenador |      |                 |           |
|            |      |                 |           |